# Ахтырская (станица)
Ахтырская — упразднённая в 1958 году станица Абинского района в Краснодарского края России. Объединена с посёлком городского типа Ахтырский. Название станицы сохранилось в обиходном названии посёлка — Ахтырская.

## География
Стояла на реке Ахтырь.

## История
Строительство станицы началось ранней весной 1863 года Крымским и Ставропольским пехотными полками во главе с полковниками Михайловым, Манати и Скалозубовым и к концу декабря 1863 года было построено 208 домов. Первая партия переселенцев, состоящих из 150 семейств Таманского округа (станиц Полтавской, Новомышастовской, Новотиторовской, Нововеличковской, Марьинской), Полтавской и Харьковской губерний в количестве 1234 человек, назначенная войсковым правлением на водворение в станицу Антхырскую, 29 апреля 1863 года прибыла в Хабльский укрепленный лагерь, 30 апреля была отправлена на водворение 1 мая 1863 года (13 мая 1863 года по новому стилю) была водворена в станицу Антхырскую.
В 1938—1940 годах в районе станицы Ахтырской были разведаны месторождения нефти и природного газа.
Во время Великой Отечественной войны станица Ахтырская 17 августа 1942 года после боев была оккупирована немецко-фашистскими захватчиками и освобождена Советской Армией 22 февраля 1943 года.
3 ноября 1948 года было начато строительства рабочего посёлка нефтяников Ахтырский.
В связи со сплошной застройкой Ахтырского рабочего посёлка и станицы Ахтырской, в целях удобства жителей, Краснодарский краевой исполнительный комитет депутатов трудящихся решением от 22 сентября 1958 года № 584 посёлок Ахтырский и станицу Ахтырскую Ахтырского сельсовета объединил в один рабочий посёлок Ахтырский с сохранением наименования Ахтырский рабочий посёлок и подчинением Ахтырскому поселковому Совету депутатов.

## Население
В 1939 году ↘21 270 жителей.

## Известные уроженцы, жители
Здесь родился Вольтер Макарович Красковский (24 марта 1931 года — 21 августа 2008 года), советский военачальник, генерал-полковник авиации (1989); Александр Давыдович Косован (26 октября 1941), советский и российский военачальник, генерал армии в отставке.

## Транспорт
Железнодорожный и автомобильный транспорт.

## Русская православная церковь
Рождество-Богородицкая церковь. В 1863 году построен Богородицкий молитвенный дом. В 1871 году построена новая деревянная на каменном фундаменте церковь. Освящена 3 сентября 1871 года.